# Regulator (Roman)
Regulator (Originaltitel The Regulators) ist ein im Jahre 1996 erschienener Roman von Stephen King. Er veröffentlichte den Roman unter seinem Pseudonym Richard Bachman. Zeitgleich veröffentlichte er den Roman Desperation. Die beiden Romane ergänzen sich gegenseitig, dennoch weichen auch die Handlungen voneinander ab.

## Handlung
Es ist ein ruhiger Sommernachmittag in der Poplar Street von Wenthworth in Ohio. In dieser Straße leben unter anderem der Schriftsteller Marinville, die Familie Carver und Audrey Wyler. Doch ohne Vorwarnung tauchen in der Kleinstadt futuristische Lieferwagen auf und erschießen alles und jeden, der sich ihnen nähert. Es bricht Panik aus, aber das Massaker ist erst der Anfang. Die Poplar Street verwandelt sich in eine Westernkulisse und die Helden der fiktiven Kinderserie MotoKops 2200 verwandeln die Kleinstadt in einen Ort des Grauens.
Den Überlebenden gelingt es zwar, dem Massaker zu entkommen, aber sie finden sich an einem seltsamen Ort wieder. Die Poplar Street und ihre nähere Umgebung scheint in eine andere Realität entrückt und sieht aus, als hätte sie ein Kleinkind gemalt. Überall lauern tödliche Gefahren in Form seltsamer Monster und es gilt, weitere Angriffe durch die Figuren aus MotoKops 2200, Die Regulatoren (einem fiktiven Western) und Bonanza zu überstehen.
Durch Rückblenden, oft in Form von Audrey Wylers Tagebucheinträgen, wird dem Leser allmählich klar, dass ein altes, übernatürliches Wesen namens Tak für die Vorkommnisse verantwortlich ist, welches sich den Körper mit Audreys autistischem Neffen Seth teilt. Dieses hat bei der Besichtigung einer alten Silbermine Kontakt zu Seth aufgenommen und sich in seinem Geist eingenistet. Nun findet es Gefallen daran, die Bewohner der Poplar Street in einem überdimensionalen und surrealen Kinderspiel zu quälen.
Dem in seinem autistischen Körper gefangenen, hochintelligenten Seth gelingt es jedoch, einen Teil seines Geistes gegen Tak abzuschotten und mit Audreys Hilfe, zu der er telepathischen Kontakt aufnimmt, gegen den Dämon anzukämpfen. Das Kräfteringen gipfelt in einem metaphorischen Pokerspiel zwischen Tak und Seth, welches der Junge durch seinen Tod für sich entscheidet. Seines Wirtskörpers beraubt flieht Tak, jedoch nicht ohne den Überlebenden seine Rache anzudrohen.